# Phratora zhouzhiensis
Phratora zhouzhiensis là một loài bọ cánh cứng trong họ Chrysomelidae. Loài này được Ge & Yang in Ge, Li & Yang miêu tả khoa học năm 2005.